# Hypnodendron samoanum
Hypnodendron samoanum är en bladmossart som beskrevs av Mitten in Seemann 1873. Hypnodendron samoanum ingår i släktet Hypnodendron och familjen Hypnodendraceae. Inga underarter finns listade i Catalogue of Life.